# Musique celtique
Genres dérivés
Rock celtique, metal celtique, punk celtique
La musique celtique désigne un ensemble de musiques traditionnelles (ou d'inspiration traditionnelle) issues de différents territoires d'Europe occidentale considérés comme « celtiques », d'après un concept né vers le XVIIe siècle.
D'un point de vue musical, ce terme regroupe des traditions diverses, tant sur le plan de la forme, du type d'instruments utilisés, de la manière de les associer pour jouer différentes sortes de pièces musicales (l’« instrumentarium »), que du statut social de leur pratique,,. Malgré tout, Alan Stivell, Tri Yann et quelques autres défendent l'idée d’une musique celtique, motivée par des raisons d'ordre géographique, historique, linguistique, musicologique et esthétique.

## Histoire
L'idée de « musique celtique » apparaît au cours la première moitié du XIXe siècle, à la suite de la publication du Barzaz Breiz par Théodore Hersart de La Villemarqué. L'ouvrage fait notamment un parallèle entre les textes de chansons recueillies en Basse-Bretagne par son auteur, et des textes poétiques originaires des îles Britanniques. Bien que La Villemarqué n'avance qu'une analogie d'ordre littéraire, et portant de surcroît sur une forme d'expression bien particulière (la gwerz), l'idée d'une « musique celtique » va peu à peu prendre corps parmi les milieux panceltistes, ainsi qu'au sein du mouvement folkloriste de l'époque. Ainsi, les premiers groupes de danses folkloriques fondés au début du XXe siècle en Basse-Bretagne prendront le nom de « Cercles Celtiques ».
Une conception interceltique de la musique s’installera en Bretagne avec Taldir Jaffrennou, adaptant un assez grand nombre de chansons irlandaises, écossaises et galloises en breton (dont Hen Wlad Fy Nhadau pour le Bro gozh ma zadoù). Ces chansons ont eu un certain succès dans les milieux populaires, surtout dans ceux proches des chorales (en particulier dans le Léon ou Nord-Finistère). On n'y discernait pas pour autant, la recherche d'une certaine unité de la Musique celtique au singulier.
Cette idée poursuivra sa diffusion au cours de la seconde moitié du XXe siècle. Dans cette première optique, mais déjà plus évolutive, furent écrits, par Georges Cochevelou et Denise Mégevand, les arrangements et compositions pour la harpe celtique interprétées par le jeune Alan Cochevelou (futur Alan Stivell), dès le début des années 1950. Elles virent aussi la naissance puis l'essor des bagadoù, ensembles calqués sur les pipe bands écossais, qui occasionneront une confrontation entre les traditions bretonne et écossaise, qui bénéficient de l'introduction en Bretagne au début du XXe siècle de la grande cornemuse des Highlands (appelée binioù-bras en breton). Cette évolution parallèle des bagadoù, dans les années 1960, allèrent aussi dans le sens d'un mariage plus étroit de la musique bretonne avec les musiques des pays originellement de langue gaélique (Écosse, Irlande), en particulier dans les bagadoù de Brest Ar Flamm, Brest St Mark et Bleimor.
Ensuite, dans le sillage du mouvement folk, Alan Stivell revendiquera ce concept en mêlant encore davantage des influences issues de différentes traditions (de Bretagne et des îles Britanniques, principalement, mais aussi d'autres pays). À partir du milieu des années 1960, il sera le véritable promoteur de ce concept, en l'unifiant et en le modernisant (notamment par l'introduction d'instruments comme la guitare électrique ou la batterie), puis de sa diffusion dans l'hexagone et dans le monde, notoirement à partir de 1971. Son succès auprès du public et l'écho médiatique dont bénéficiera sa production musicale, et les nombreux artistes qui s'en inspireront directement, transformeront vite cette construction intellectuelle et artistique en un phénomène populaire et contribueront grandement à l'ancrage dans l'inconscient collectif de l'existence d'une « musique celtique », liée aux Celtes historiques.
À la suite, et parallèlement au travail d'Alan Stivell, le Festival interceltique de Lorient a pu renforcer cet engouement pour la musique celtique. Plus tard, ce fut le tour de son ancien guitariste Dan Ar Braz, avec l'Héritage des Celtes, d'appuyer ce mouvement.

### Plusieurs sens et conséquences
Il découle de cette notion de multiples points de vue qui s'opposent sans dégager un accord commun minimum. La notion représente, pour nombre de Bretons, un rapport plus ou moins direct au domaine commercial. Dans une interview pour Trad Magazine, le flûtiste Breton Jean-Michel Veillon déclarait que le mot « celtique » est « devenu un terme marchand, vendeur et qui commande à tout le reste ». Patrice Elegoet recueille des réponses semblables en interrogeant des acteurs culturels bretons pour sa thèse sur la musique bretonne moderne. L'autre vision qu'il met en évidence est celle d'une dénomination pratique qui permet d'englober sous une même appellation les musiques des pays celtiques. Plusieurs préfèrent parler de « musiques celtiques » au pluriel, tant elles relèvent de différences et une vision différente suivant les pays (synonyme de musique irlandaise dans le monde alors qu'elle est plus rapprochée à la Bretagne en France). Cette musique est aussi diverse par ses aspects à la fois traditionnels ou modernes, avec parfois un côté fédérateur vers le panceltisme ou ouvert sur le monde vers la world music. La notion est aussi pour certains à considérer comme « un état d'esprit », avec une musique « source d'échange entre cultures » et créatrice de lien social.
Dans La Musique celtique, Didier Convenant conclut son introduction en considérant que « la musique celtique se reconnaîtra toujours entre mille, car elle a su préserver ses racines et le son si particulier qui la caractérise. La plupart des spécialistes sont d'accord pour considérer que cette fois, ce n'est plus seulement un phénomène de mode. La musique celtique est devenue un courant musical à part entière. »

#### Sur le plan économique
Depuis le succès d'Alan Stivell, à partir du début des années 1970, l'industrie musicale s'est largement approprié le terme « musique celtique », accompagnant (ou suscitant ?) les effets de mode successifs. L'appellation est aujourd'hui communément utilisée en tant que catégorie de classement par les disquaires (« signifié flottant »), les artistes et les grandes enseignes tournées vers l'audio-visuel.
Plusieurs productions et manifestations de masse ont été réalisées autour de ce concept, notamment : le Festival interceltique de Lorient, l'Héritage des Celtes, la Fête de la Saint-Patrick,  Nuits Celtiques (à Rennes, au Stade de France de 2002-2004 et à Bercy en 2005), en CD et DVD, le festival des Roches Celtiques à Saint Victor sur Loire, Riverdance. De nombreuses manifestations plus ou moins importantes affichent par ailleurs cette étiquette, qui est également revendiquée par un certain nombre d'artistes.

#### Sur l'«instrumentarium» breton
Le cousinage entre les traditions écossaise, irlandaise et bretonne, a conduit de nombreux musiciens bretons à se consacrer aux répertoires et aux instruments traditionnels originaires d'Outre-Manche :
- La grande cornemuse des Highlands sera adoptée en premier par les Bretons, de façon anecdotique au début du XXe siècle, puis massivement après-guerre avec le développement des bagadoù[13]. Cette cornemuse est aujourd'hui utilisée, sous l'appellation binioù-bras, à part comparable avec la cornemuse native de Bretagne, le binioù-kozh.
- Les bagadoù ont également généralisé en leur sein la pratique de la caisse claire écossaise[14]
- Les styles de jeu irlandais de certains instruments ont été adoptés pour interpréter le répertoire traditionnel breton : principalement le fiddle et la flûte traversière[4].

## Caractéristiques

### Tradition celtique issue des Indo-Européens
Concernant la pratique du chant en Europe, basé sur le fond commun romain et grégorien, il y a une spécificité occidentale d'origine celtique, ou plus exactement druidique, reliée à l'hindouisme selon les spécialistes qui font le parallèle avec la culture indo-européenne (musiques et chants orientaux), dont la tradition musicale se caractérisait, selon Louis-Albert Bourgault-Ducoudray, par un « diatonisme foncier » qui s'opposerait au chromatisme des traditions musicales arabes, ou arabisées. Un fond musical indo-européen, et une parenté avec la musique traditionnelle de l'Inde, seraient décelables dans l'ancienne tradition celtique d'Irlande (gaélique).
Dans la tradition orale, les langues celtiques, issues des langues indo-européennes, ont donné naissance à des types de poésies assez semblables entre l'île et le continent (liais gallois, laoith gaélique et lai breton avec la présence des « harpes » au Moyen Âge, gwerz en Bretagne et chants d l'Île de Lewis en Écosse, chansons de geste semblables tel An Aotrou Nann en breton provenant de l'écossaise Colvill, chansons bretonnes du Barzaz Breiz et galloises du Livre noir de Carmarthen.). Ces différents chants sont à la base de musiques jouées par la suite.
Les thèmes évoqués dans les paroles retrouvent des points communs : chansons historiques (par exemple patriotiques au XVIIIe ou XXe siècle), chants de marins ou ruraux (travail, fêtes, nature...), légendes, comptines ou satires, etc. Sans accompagnement instrumental, les chants ont une fonction rythmique pour mener la danse, avec bien souvent des ornementations vocales dénuées de sens : le chant sean-nós en Irlande, le kan ha diskan en Bretagne, Puirt a beul (en) en Écosse, òran-luaidh dans les îles Hébrides. Proches des types de danses ou des instruments utilisés dans les régions, les chants possèdent en commun une conception esthétique, ce goût prononcé pour la continuité, caractérisé par un bourdon nasalisé et aigu. Cependant, pour Yves Defrance, « les musiques vocales traditionnelles en langues celtiques se distinguent des canons esthétiques dominants de la musique savante occidentale mais, comparées à d'autres traditions européennes, elles perdent en singularité ». Friedrich Gennrich juge de la qualité d'interprétation de lais celtiques par exemple (arthuriens ou indépendants) par la faculté d'improvisation surprenante des interprètes et des « colorations » parfois à peine perceptibles qu'ils apportaient à la trame.
Outre la langue, l'environnement influence fortement la sensibilité et la pratique musicale, dans une localisation géographique analogue à l'Ouest, permettant des échanges, et des paysages littoraux assez semblables, vivant sous un même climat avec une même géologie, et une ouverture plus tardive à la modernité qui permit le maintien de traditions ancestrales en plus de la langue. Dans la civilisation celtique, la musique se subdivisait en trois catégories fondamentales : « celle qui endort, celle qui fait rire, et celle qui fait pleurer ou même parfois mourir ».

### Appropriation de procédés

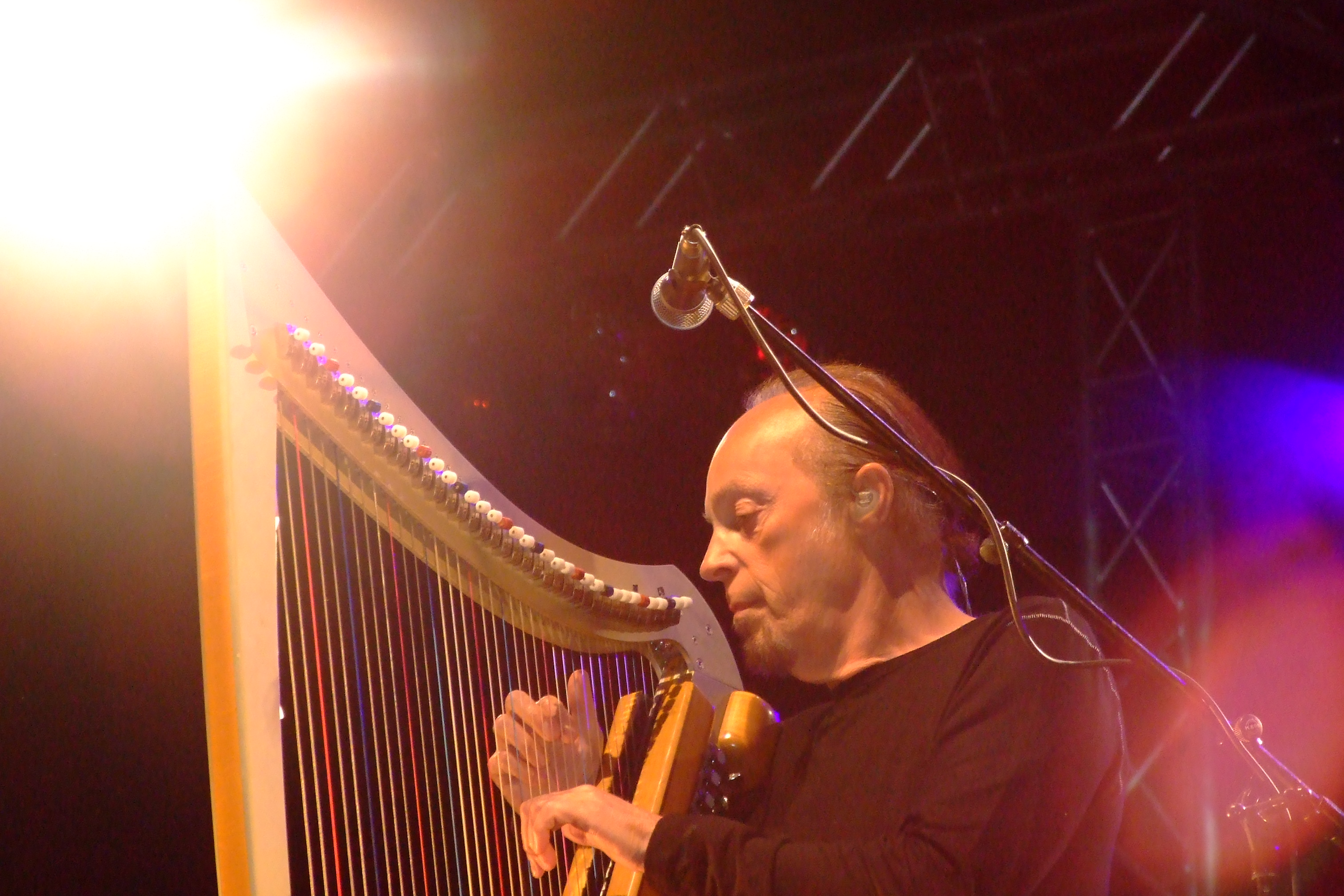
Alan Stivell se disait être le seul à avoir fait de l'étude de ces musiques une spécialité professionnelle.

Quelques ethno-musicologues, tels que Chris McDonald, Lisa Jenkins, Martin Melhuish, Éva Guillorel, Donatien Laurent, ont identifié des critères objectifs fondés sur des ressemblances musicologiques qui, mises bout à bout, donnent une réalité plus perceptible au ressenti auditif. Ces différents éléments sont réunis mais de manière très minoritaire à l'intérieur même des pays celtes (le plus détectable en « Pays fisel », une partie du Vannetais, au Donegal, au Connemara, dans les Hébrides…). Des musiciens ont cherché à comprendre ces aspects minoritaires pour percevoir l'originalité, comme Paddy Moloney des Chieftains ou Alan Stivell, qui en a fait sa spécialité et qui, dans son livre Telenn, la harpe bretonne, résume les résultats de son étude empirique :
- Sonorités (esthétique des timbres) : fréquences aiguës (des sons riches en harmoniques), de résonances longues, de phasings (sons tournants) lents assez hypnotiques ; transmission orale du chant a cappella et inter-influence de langues cousines (concernant les syncopes et accents toniques par exemple). Principe de continuité (besoin de bourdon, de résonances) ; avec les intervalles non-classiques, ce principe oriente de façon particulière l'harmonisation moderne (harpes à cordes métalliques, accordage des cornemuses et des guitares en DADGAD). Les « tuilages » dans le chant, sous différentes formes, en sont une illustration ; débuts et fins de phrases se croisant, faisant perdre un peu l'impression qu'il y a un début, une fin (le kan ha diskan en est l'exemple).

- Musique modale (modes anciens fréquents pour d'autres peuples), les sept notes d'une gamme diatonique : modes de do (majeur), ré (1er mode du plain-chant), mi (courant en Espagne), fa, sol (mode de base à la cornemuse écossaise), la (mineur naturel), si. Mais plus caractéristique, ces modes sont souvent « incomplets » ; gammes défectives aussi appelées gammes pré-heptatoniques, auxquelles il manque un ou plusieurs degrés par rapport à la gamme diatonique, comme la gamme pentatonique. « Micro-intervalles » non-tempérés ou suivant d'autres tempéraments ; d'une note à l'autre, des degrés « faibles » peuvent bouger d'un 1/9e de ton (un coma) à un quart de ton (2 à 2,5 comas), ou être vibrés ou « bendés ». Des « appuis forts », comme la quinte ou l'octave, restent « justes » (sans battements).

- Structures souvent simples, tout au moins pour les danses (4/4, 6/8, souvent 8 temps) mais une aversion pour les symétries simples et trop apparentes, au moins dans l'interprétation (préférence pour la dissymétrie). Les subtilités de l'interprétation montrent une extrême sophistication, des tendances polyrythmiques, des superpositions complexes (goût pour toutes les façons de mélanger ternaire et binaire, compliquant la base de départ)[29] ; jeu complexe d'anticipations et de « fonds de temps » (rubato) ainsi que des syncopes, mais convergences de ces tendances rythmiques en cycles complexes (ralentis et accélérés, comme la fluctuation des complaintes et des marches) et superposés (chant à danser), un peu comme le va-et-vient maritime (vagues courtes dans les vagues longues).

### Adaptations contemporaines
Par le terme générique de « fusion celtique », il s'agit de désigner des genres de musique moderne inspirés par les identités celtiques ; rock, metal, punk, reggae, hip hop, new age, jazz, electro, world music...
Concernant le rock, de même que la musique country, Dan Ar Braz considère que les immigrés irlandais ont amené leur bagage musical en Amérique et l'ont sublimé avec toutes les cultures rencontrées, notamment la culture afro-américaine (rhythm and blues). Il a développé son jeu de guitare électrique en s'inspirant des instrumentations traditionnelles utilisées dans les musiques celtiques : danses jouées au violon, bourdon de la cornemuse, notes « liées » du uilleann pipes ou « détachées » de la bombarde... D'autres guitaristes bretons ont, au niveau de la guitare acoustique, étudié les sonorités et adapté leur instrument, en utilisant notamment l'accordage DADGAD : certains sont devenus des spécialistes de l'accord ouvert comme Soïg Sibéril, Gilles Le Bigot, Nicolas Quemener ou Jean-Charles Guichen (Ar Re Yaouank). Le guitariste Jacques Pellen s'est quant à lui tourné vers le jazz, notamment avec sa Celtic Procession, les frères Molard ou Celtic Tales des frères Boclé. Le collectif de musiciens The Celtic Social Club (Jimme O'Neill,Red Cardell, Ronan Le Bars...) adapte de façon contemporaine des airs traditionnels des pays celtiques en les mêlant à des styles différents comme le rock, le folk, le blues, le reggae ou le hip-hop.
Au niveau des artistes féminines, la musicienne galicienne Mercedes Peón demeure l'une des personnalités les plus importantes de la musique celtique contemporaine.